# 襲の色目
襲の色目（かさねのいろめ）は、女房装束の袿の重ね（五衣）に用いられた襲色目の一覧。
当時の絹は非常に薄く裏地の色が表によく透けるため、独特の美しい色調が現れる。
一覧の見方は、各小見出しごとに着用時期を、太字が名称を表し、一番上に重ねる衣から順に表（裏）の色を書いて行き最後が単（ひとえ）の色になる。

## 基本色
青
古代～中世の青は、キハダなどで下染めした上に藍をかけて色を出す。やや青みがかった緑。現在の青に当たる色は縹（はなだ）と呼ばれる。
蘇芳
マメ科の熱帯植物スオウから採取した染料で染める。濃蘇芳は黒っぽい赤紫、中蘇芳（蘇芳）は鮮やかな赤紫に近いピンク、淡蘇芳は紫味のピンク
萌黄
黄緑色。語感から若向きの色とされた。同名の重ねでも青などの代わりに萌黄が入るバージョンは若者向けであることが多い。
紅梅
諸説有るが、平安時代頃は紅梅の花のようなやや紫がかった濃いピンクのことと思われる。
朽葉
黄色い落ち葉をさす色で、平安時代は赤みがかったあざやかな黄色。

## 四季通用、儀式用の色目
- 裏濃蘇芳（うらこきすはう）：蘇芳（濃蘇芳）・同・同・同・同・青。（蘇芳は赤紫、当時の「青」とは現代の緑のこと）
- 蘇芳の匂（すはうのにほひ）：淡蘇芳（淡蘇芳）・同・蘇芳（蘇芳）・同・濃蘇芳（濃蘇芳）・青。（匂は濃淡のグラデーションのこと）
- 松重（まつかさね）：蘇芳（蘇芳）・淡蘇芳（淡蘇芳）・萌黄（萌黄）・淡萌黄（淡萌黄）・同（より淡い）・紅。（萌黄は黄緑。松の葉と幹を表現）
- 紅の匂（くれなゐのにほひ）：濃紅（濃紅）・紅（紅）・同・淡紅（淡紅）・上より淡く・紅梅。（紅梅は紫がかった薄ピンク）
- 紅の薄様（くれなゐのうすやう）：紅（紅）・淡紅（淡紅）・上より淡く・白（白）・同・白
- 紅梅の匂（こうばいのにほひ）：下より淡く・淡紅梅（淡蘇芳）・紅梅（蘇芳）・同・濃紅梅（濃蘇芳）・青（単は濃紅梅でもよし）
- 萌黄の匂（もえぎのにほひ）：淡萌黄（淡萌黄）・上より濃く・萌黄（萌黄）・同・濃萌黄（濃萌黄）・紅。
- 淡萌黄（うすもえぎ）：淡青（青）・同・同・同・同・紅
- 柳（やなぎ）：白（淡青）・同・同・同・同・紅

## 秋～冬の色目
十月一日より練衣綿を入れて着る。
- 白菊（しらぎく）：濃蘇芳（白）・蘇芳（白）・同・淡蘇芳（白）・同・青。（蘇芳が入るのは移菊を表現したものか。現代皇室でも用いる）
- 黄菊（きぎく）：蘇芳（蘇芳）・淡蘇芳（淡蘇芳）・同・淡黄（淡黄）・同・青。（単は濃淡の紅でもよし）
- 紅紅葉（くれなゐもみぢ）：紅（紅）・淡朽葉（黄）・黄（黄）・濃青（濃青）・淡青（淡青）・紅（紅葉には似た名前でバリエーションをつけているものが多い）
- 櫨紅葉（はじもみぢ）：黄（黄）・下より淡く・淡朽葉（淡朽葉）・紅（紅）・蘇芳（蘇芳）・紅（ハゼの紅葉を表現）
- 青紅葉（あおもみぢ）：青（青）・淡青（淡青）・黄（黄）・淡朽葉（黄）・紅（紅）・蘇芳。（紅紅葉と似た色目で順を代えている）
- 楓紅葉（かへでもみぢ）：淡青(淡青)・同・黄（黄）・淡朽葉（黄）・紅（紅）・蘇芳。（朽葉は黄赤。楓の葉が緑から赤へ移ろう様子を表現）
- 捩り紅葉（もぢりもみぢ）：青（蘇芳）・淡青（紅）・黄（淡朽葉）・淡朽葉（黄）・紅（淡青）・紅（「捩り」とは表裏の色を逆にすること）

## 春の色目
五節より春まで着る。
- 紫の匂（むらさきのにほひ）：濃紫（濃紫）・紫（紫）・同・淡紫（淡紫）・上より淡く・紅
- 紫の薄様（むらさきのうすよう）：紫（紫）・淡紫（淡紫）・上より淡く・白（白）・同・白。（薄様は濃→淡→白のグラデーション）
- 裏陪紅梅（うらまさりこうばい）：淡紅梅（紅梅）・同・同・同・同・青。（裏陪とは裏地が表地の同系色でより濃い色のこと）
- 山吹の匂（やまぶきのにほひ）：朽葉（濃黄）・淡朽葉（黄）・同・上より淡く・黄（上の表地と同じ淡朽葉）・青
- 裏山吹（うらやまぶき）：黄（濃朽葉）・同・同・同・同・青（「裏山吹」は「山吹」の色目を逆にしたもの）
- 花山吹（はなやまぶき）：淡朽葉（黄）・同・同・同・同・青
- 梅染め（むめぞめ）：白（濃蘇芳）・同・同・同・同・青（下の梅重が紅梅ならば、こちらは白梅か）
- 梅重ね（むめがさね）：淡紅梅（淡蘇芳）下より淡く・同・紅梅（蘇芳）・紅（紅）・濃蘇芳（濃蘇芳）・濃紫。（単は青でもよし）
- 雪の下（ゆきのした）：白（白）・同・紅梅（蘇芳）・淡紅梅（淡蘇芳）・より淡く・青。（「雪の下」は雪の下の紅梅の略）
- 紫村濃（むらさきむらご）：紫（紫）・淡紫（淡紫）・より淡く・濃青（濃青）・淡青（淡青）・紅
- 二つ色（ふたついろ）：薄色（薄色）・同・黄（紅）・同・萌黄（萌黄）・紅単重。（薄色は薄紫。単重は単を捻り重ねるもの。上に萌黄を重ねたり、色を増やすために紅梅をはさんだりする）
- 色々（いろいろ）：薄色（薄色）・萌黄（萌黄）・紅梅（蘇芳女房）・黄（紅）・蘇芳（濃蘇芳）・紅（薄色はごく淡い紫、蘇芳女房は不明。別記事の混入か？この重ねは「桜躑躅」と称して「桜」の色目の袿「桜萌黄」の色目の小袿「樺桜」の色目の唐衣を着る事もある）

## 夏の色目
四月薄衣に着る。
- 菖蒲（せうぶ）：青(青)・薄青（薄青）・白（白）・紅梅（蘇芳）・淡紅梅（淡蘇芳）・白。（緑・白・赤でショウブの葉と根の色を表す）
- 若菖蒲（わかせうぶ）：青（白）・薄青（白）・薄青（紅梅）・白（淡紅梅）・白（上より淡い淡紅梅）・白。（「菖蒲」より淡い色調で若々しさを表現したもの）
- 藤（ふじ）：淡紫（淡紫）・同・上より淡く・白（青）・白（淡青）・白。（単は紅でもよし）
- 躑躅（つつじ）：紅（紅）・淡紅（淡紅）・上より淡く・青（青）・淡青（淡青）・白。（単は紅でもよし）
- 花橘（はなたちばな）：淡朽葉（黄）・上より淡い朽葉（淡黄）・白（白）・青（青）・淡青（淡青）・白。（単は青でもよし）
- 卯花（うのはな）：白（白）・同・白（黄）・白（青）・白（淡青）・白。（三の衣以降は裏地の色が表に透けたパステルカラー）
- 撫子（なでしこ）：蘇芳（蘇芳）・淡蘇芳（紅）・淡蘇芳（紅梅）・白（青）・白（淡青）・白。（単は紅でもよし）
- 白撫子（しろなでしこ）：白（蘇芳）・白（紅）・白（紅梅）・白（青）・白（淡青）・白（単は紅でもよし）
- 牡丹（ぼうたん）：淡蘇芳（白）・同・同・同・同・生絹。（単に色の指定は無いが白であろうか？）
- 若楓（わかかへで）：淡萌黄（淡萌黄）・同・同・同・同・紅。（単は白でもよし。夏ごろの青々した楓の葉を表現）
- 餅躑躅（もちつつじ）：蘇芳（蘇芳）・淡蘇芳（淡蘇芳）・同・青（青）・淡青（淡青）・白。（モチツツジの花木を表現）
- 杜若（かいつばた）：淡紫（淡紫）・薄色（薄色）・同・青（青）・淡青（淡青）・紅。（淡紫は薄色より濃い）
- 芒（すすき）：蘇芳（蘇芳）・淡蘇芳（淡蘇芳）・同・青（青）・淡青（淡青）・白。
- 女郎花（をみなべし）：女郎花（青）・同・同・同・同・紅。（女郎花は経糸が黄色横糸が青の織物。緑色がかった黄色）

## 応用
2020年の東京オリンピック・パラリンピック競技大会のコアグラフィックス（市街の装飾やボランティアのユニフォーム、公式ライセンス商品などに用いる基本となるデザイン）に襲の色目が採用された。日本の伝統色である「藍・紅・桜・藤・松葉」の5色それぞれに、襲の色目にならった各同系6色が配色され、使用される。